# Red Deer
Pour les articles homonymes, voir Red Deer (homonymie).
Red Deer (/ˈɹɛdˌdɪɹ/) est une cité canadienne de l'Alberta, située presque à mi-chemin entre Edmonton et Calgary, sur la rivière du même nom. C'est la troisième plus importante ville de la province, après Edmonton et Calgary et devant Lethbridge. Sa population s'élevait à 100 844 habitants en 2021.
Située dans une région où la production pétrochimique est omniprésente, la cité est un centre important de distribution de produits pétroliers et agricoles.
Edward Michener a été maire de Red Deer de 1904 à 1906, avant de devenir sénateur du Canada de 1918 à 1947. Son fils, Roland Michener, a été gouverneur général du Canada.

## Histoire

### Avant la fondation
Avant l'arrivée des colons européens marchands de fourrure vers la fin du 18e siècle, la région où est aujourd'hui située Red Deer est occupée par les Pieds-Noirs, les Cris des plaines et les Stoneys. La ville d'aujourd'hui est par ailleurs située sur un chemin des Premières Nations reliant le territoire du Montana à Calgary puis à Fort Edmonton, plus tard connu comme étant le sentier Calgary et Edmonton (en).

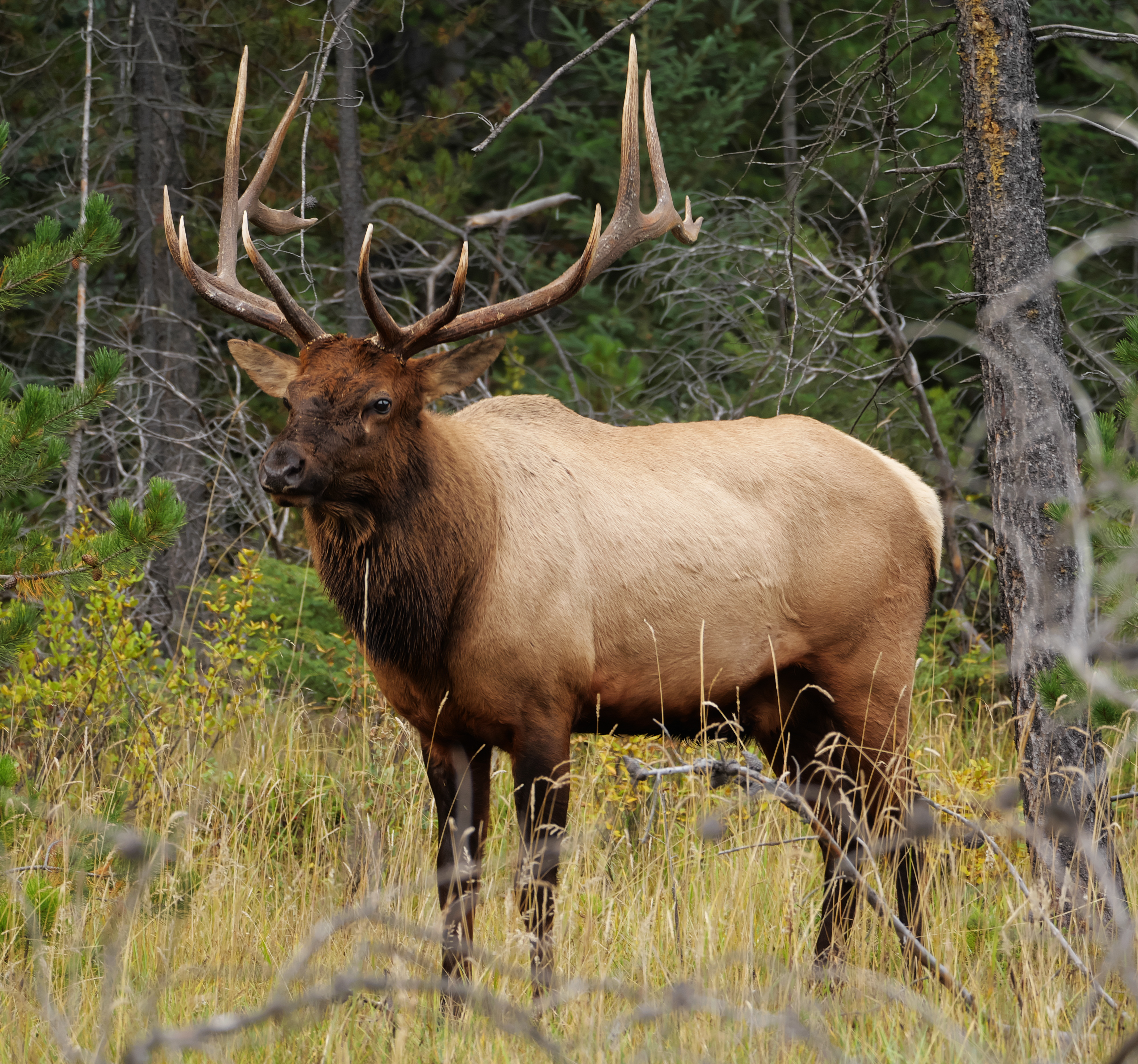
Un wapiti dans le parc national de Jasper.

Les Cris des plaines nommaient la rivière du secteur Waskasoo Seepee signifiant la « rivière du Wapiti », animal peu connu par les marchands écossais qui l'ont confondu avec le cerf rouge et nommé la ville Red Deer en l'honneur de la rivière. En cri des plaines, le nom moderne de la ville est un calque du nom anglais (mihkwâpisimosos, signifiant « cerf de type rouge ») alors que le nom de la rivière demeure wâwâskêsiw-sîpiy signifiant « rivière du Wapiti »,.
Les Premières Nations du nord de la rivière signent le Traité numéro 6 en 1876 alors que ceux du côté sud signent le Traité numéro 7 en 1877. À cette époque, des fermiers et éleveurs commencent à s'établir sur les terres fertiles de la région. 
Un poste de traite et une stopping house (en) sont construits dans le secteur en 1882. Ceux-ci deviennent Fort Normandeau durant la Rébellion du Nord-Ouest de 1885.

### Fondation
Vers 1891, Leonard Gaetz cède la moitié des 5 km2 qu'il avait acquis de la Calgary and Edmonton Railway (en) afin d'y développer un pont et les bases d'un village. La colonie se déplace donc à 7 km en aval en 1891. Au tournant du siècle, la localité connaît une poussée de croissance importante.
En juin 1901, Red Deer est incorporée en tant que ville, puis en tant que cité le 25 mars 1913. La ville se développe d'abord en tant que centre de services et de distribution agricoles en raison de son emplacement à mi-chemin entre Calgary et Edmonton et des terres fertiles de la région. À partir de 1907, elle devient un important centre divisionnaire du Canadien Pacifique, puis accueille les chemins de fer Alberta Central et Canadian Northern en 1911.

### Expansion
Red Deer prend de l'expansion rapidement après la découverte d'importants gisements pétrolifères en Alberta vers la fin des années 1940. La ville devient un important centre pour les industries pétrochimiques et gazières. 
En 1948, la ville de North Red Deer est fusionnée à Red Deer.
Au fil du temps, la ville est pourvue d'infrastructures gouvernementales et administratives, telles qu'un hôpital, un palais de justice et des bâtiments gouvernementaux provinciaux. 

## Démographie
| 1901 | 1906  | 1911  | 1916  | 1921  | 1926  | 1931  | 1936  | 1941  |
| ---- | ----- | ----- | ----- | ----- | ----- | ----- | ----- | ----- |
| 323  | 1 418 | 2 118 | 2 203 | 2 328 | 2 021 | 2 344 | 2 384 | 2 924 |

| 1946  | 1951  | 1956   | 1961   | 1966   | 1971   | 1976   | 1981   | 1986   |
| ----- | ----- | ------ | ------ | ------ | ------ | ------ | ------ | ------ |
| 4 042 | 7 575 | 12 338 | 19 612 | 26 171 | 27 674 | 32 184 | 46 393 | 54 425 |

| 1991   | 1996   | 2001   | 2006   | 2011   | 2016    | 2021 | - | - |
| ------ | ------ | ------ | ------ | ------ | ------- | ---- | - | - |
| 58 145 | 60 075 | 67 707 | 82 772 | 90 564 | 100 418 | -    | - | - |

## Climat
| Mois                                  | jan.       | fév.       | mars       | avril      | mai        | juin      | jui.      | août      | sep.       | oct.       | nov.       | déc.       | année            |
| ------------------------------------- | ---------- | ---------- | ---------- | ---------- | ---------- | --------- | --------- | --------- | ---------- | ---------- | ---------- | ---------- | ---------------- |
| Température minimale moyenne (°C)     | −16        | −13,7      | −8,7       | −1,7       | 3,7        | 8,4       | 10,5      | 9,2       | 4,3        | −1,3       | −8,8       | −13,8      | −2,3             |
| Température moyenne (°C)              | −10,2      | −7,7       | −2,9       | 4,8        | 10,3       | 14,5      | 16,8      | 15,9      | 10,8       | 5          | −3,8       | −8,5       | 3,7              |
| Température maximale moyenne (°C)     | −4,5       | −1,7       | 2,9        | 11,3       | 16,8       | 20,5      | 23,1      | 22,5      | 17,3       | 11,2       | 1,3        | −3,2       | 9,8              |
| Record de froid (°C) date du record   | −46,7 1917 | −44,4 1932 | −40,6 1951 | −31,7 1954 | −12,8 1954 | −6,1 1910 | −1,1 1904 | −5,6 1916 | −12,8 1926 | −26,1 1925 | −37,2 1919 | −50,6 1924 | −50,6 17/12/1924 |
| Record de chaleur (°C) date du record | 13,5 2003  | 18 1988    | 24,8 2004  | 32,8 1946  | 33,3 1936  | 37,2 1937 | 37,2 1906 | 36,1 1904 | 35 1967    | 29,4 1934  | 22,8 1975  | 16,5 1997  | 37,2 8/7/1906    |
| Précipitations (mm)                   | 22,2       | 13,1       | 21,2       | 21,5       | 55,8       | 89,3      | 96,6      | 63,1      | 51,1       | 20,7       | 17,7       | 14,1       | 486,3            |
| dont neige (cm)                       | 22,1       | 12,9       | 20,4       | 8,5        | 3,9        | 0         | 0         | 0         | 2,4        | 6,1        | 15,8       | 13,7       | 105,9            |
| Nombre de jours avec précipitations   | 7,9        | 5,7        | 6,4        | 5,8        | 11,1       | 15,4      | 14,2      | 13        | 11,1       | 6,6        | 6,7        | 6          | 110              |
| Nombre de jours avec neige            | 7,9        | 5,5        | 6          | 2,4        | 1          | 0         | 0         | 0         | 0,38       | 2,1        | 6          | 5,9        | 37,1             |

| Diagramme climatique                                  |               |             |              |             |             |              |             |             |              |             |               |
| J                                                     | F             | M           | A            | M           | J           | J            | A           | S           | O            | N           | D             |
| −4,5−1622,2                                           | −1,7−13,713,1 | 2,9−8,721,2 | 11,3−1,721,5 | 16,83,755,8 | 20,58,489,3 | 23,110,596,6 | 22,59,263,1 | 17,34,351,1 | 11,2−1,320,7 | 1,3−8,817,7 | −3,2−13,814,1 |
| Moyennes : • Temp. maxi et mini °C • Précipitation mm |               |             |              |             |             |              |             |             |              |             |               |